# Arisa Igarashi
Pour les articles homonymes, voir Higashino.
Arisa Igarashi, née Arisa Higashino (東野 有紗, Higashino Arisa), est une joueuse de badminton japonaise née le 1er août 1996 à Iwamizawa.
En double mixte , elle est avec Yuta Watanabe médaillée de bronze mondiale en 2019 à Bâle, puis médaillée de bronze olympique en 2021 à Tokyo.
Elle est également médaillée d'or par équipes aux Championnats d'Asie par équipes de 2017 à Hô Chi Minh-Ville et aux Jeux asiatiques de 2018 à Jakarta, ainsi que médaillée d'argent aux Championnats d'Asie par équipes de 2019 à Hong Kong et à la Sudirman Cup 2019 à Nanning, et médaillée de bronze à la Sudirman Cup 2017 à Gold Coast.